# Herba sardinera
Herba sardinera, blet pudent (C), pixacà (B) o vulvària (PV) (Chenopodium vulvaria) és una espècie de amarantàcies.

## Etimologia
- Chenopodium: nom genèric que deriva de la particular forma de les fulles similars a les potes d'oca: del grec χήν /chen/ (oca) i πούς /pous/ (peu) o πόδιον /podion/ (peu menut).[2]

- vulvaria: l'epítet específic prové del terme llatí vulvarius (genitals femenins), en referència a l'olor de peix de les seues fulles.[3]

## Distribució
Es tracta d'una espècie subcosmopolita (latemediterrània) que habita a herbassars nitròfils antropitzats, com ara: camps de cultiu, voreres de camins, en general viu a llocs remoguts, sovint als solars de les ciutats. Forma part de la vegetació ruderal. Present arreu dels Països Catalans i introduïda al sud d'Àfrica, Amèrica del Nord i Austràlia.

## Descripció
Teròfit herbaci, pot presentar una postura prostrada, molt ramificat, de 20 a 50 cm d'alçada. D'olor de peix podrit, presenta les fulles amplament ovals, no més llargues que el doble de la seua amplària, amb el marge enter de color gris i farinoses per l'anvers. Les flors reunides en inflorescències petites estan compostes per cinc tèpals fusionats per la base amb cinc estams i dos estigmes. Floreix des de maig fins a l'octubre, i germina al març. El fruit és un aqueni que conté llavors lenticulars llises i negres. El seu nombre cromosòmic és 2n = 18 / 36.

## Composició
Entre els seus components actius es troba la trimetilamina, que és la causant de l'olor tan desagradable que desprèn aquesta planta. També conté sals amòniques, malat càlcic, nitrats i fosfats, entre altres substàncies. La vulvària és una d'aquestes plantes de les que antigament es pensava que curava qualsevol mena de malaltia, és a dir, una panacea. S'ha pogut comprovar, però, que no té tantes aplicacions com se li atribuïen, però tot i això pot emprar-se en bastants casos. Actualment s'utilitza com antiespasmòdic, antireumàtic i emmenagog. Es diu que és una planta molt útil, especialment per a les dones, ja que és bona per a combatre les malalties de l'úter, provocar la menstruació, facilitar parts i alleujar dolors de matriu. També s'empra com antihelmíntic.

## Aplicacions
Infusió: es col·loca 150 grams de vulvària en 1 litre d'aigua bullent, i es deixa 5 minuts i per després colar-la, i es pot beure diverses vegades al dia.
Decocció: s'empren 100 grams de planta per cada litre d'aigua, la qual ha de bullir i després afegir la planta. Deixar-la durant 10 minuts i es cola.

## Contraindicacions
Cal anar amb compte amb aquesta planta medicinal, ja que pot provocar malestars gàstrics i fins intoxicacions en altes dosis com les principals contraindicacions. En particular les dones embarassades, en període de lactància, nens i persones amb malalties cròniques.

## Noms vernacles
sardinera (C), blet (C), brossa pudenta (PV), herba pudent (C), peix (PV), quenopodi (Sar, Ros), sardineta (PV), vulvària (PV, C), bledo (PV), herba pudenta (B, PV, Al), herba puenta (PV), pix de ca (Sar, Ros).

## Galeria

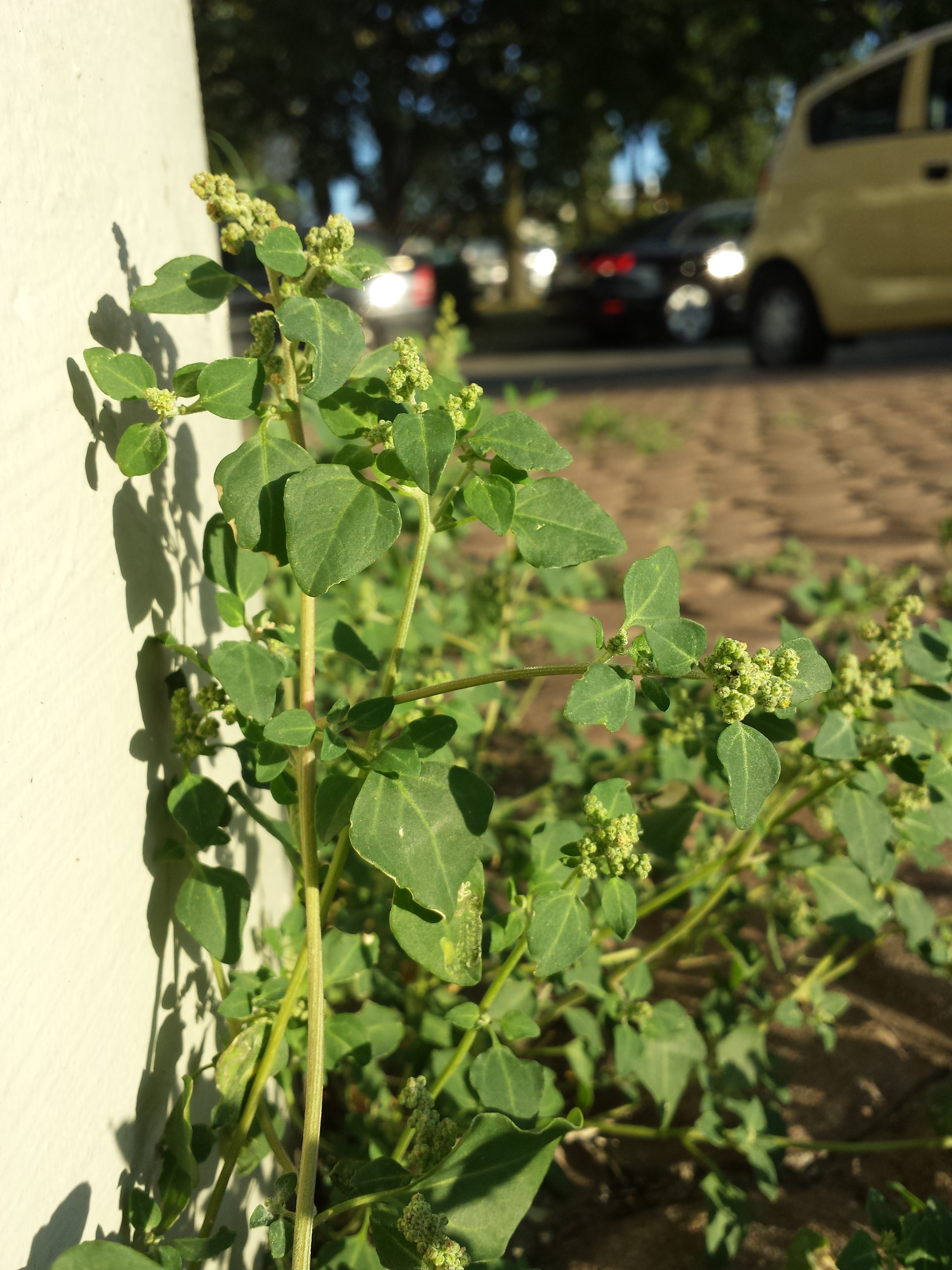
Herba sardinera creixent a una escletxa en una vorera
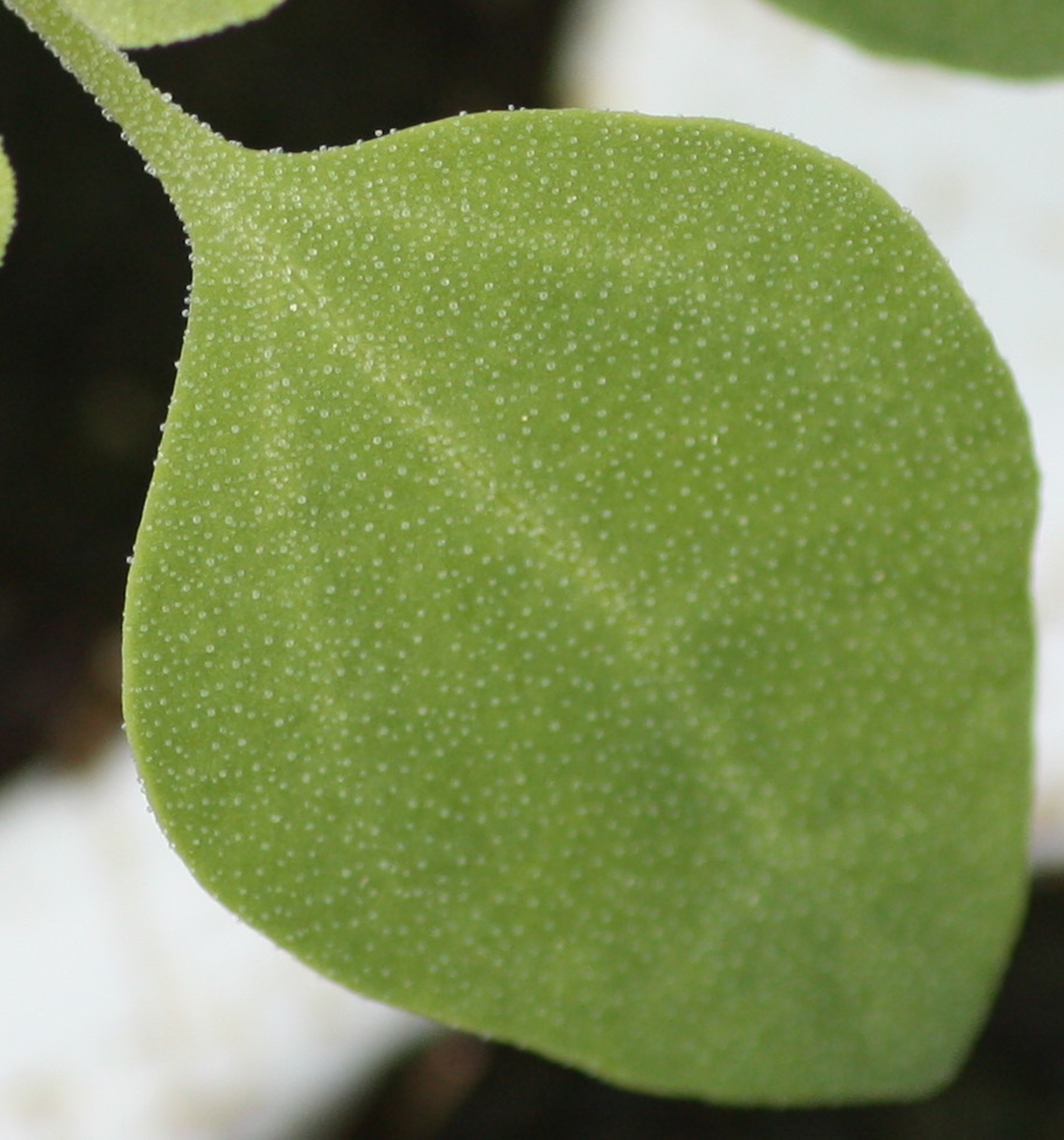
Detall de la fulla
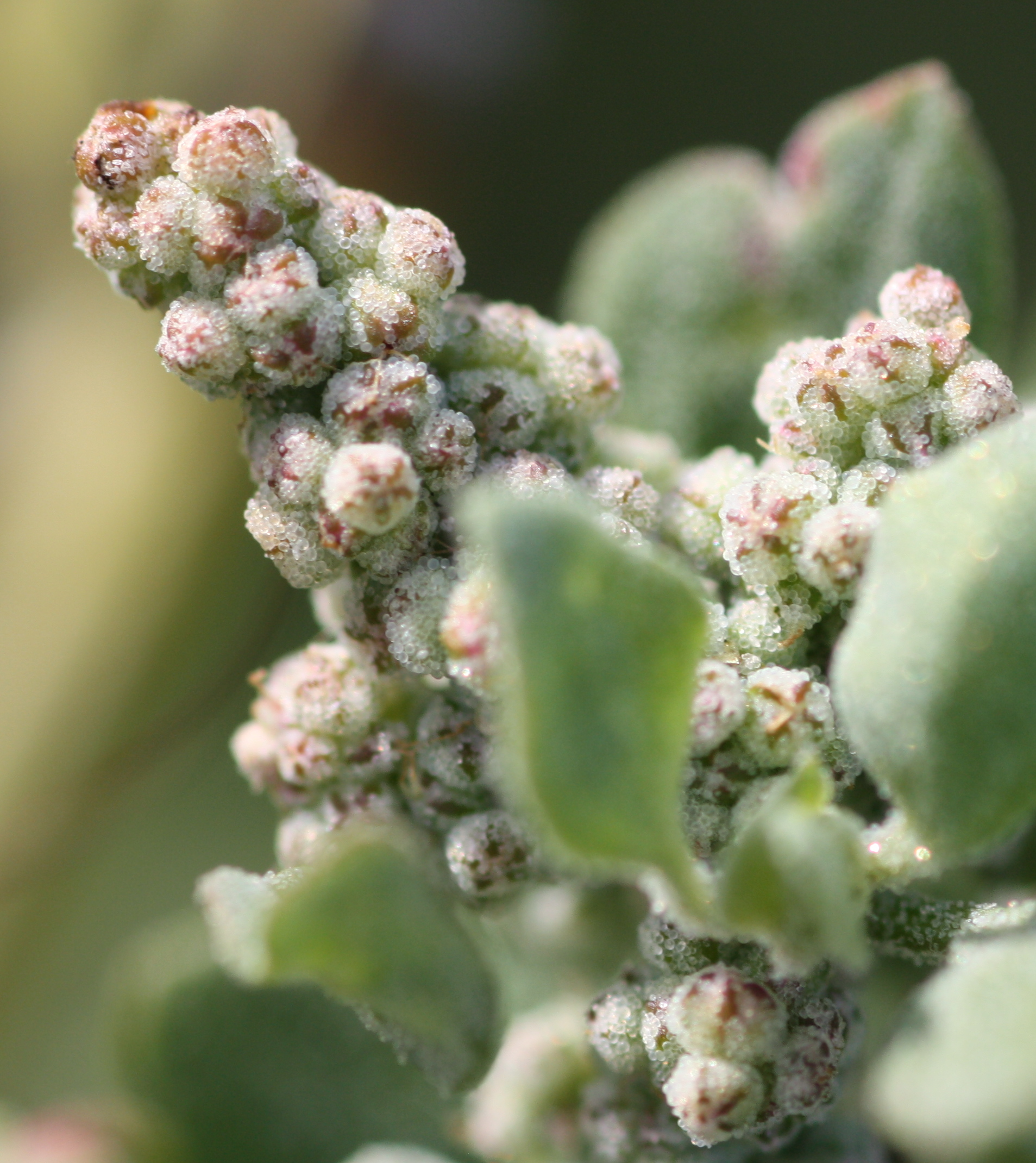
Detall de la inflorescència
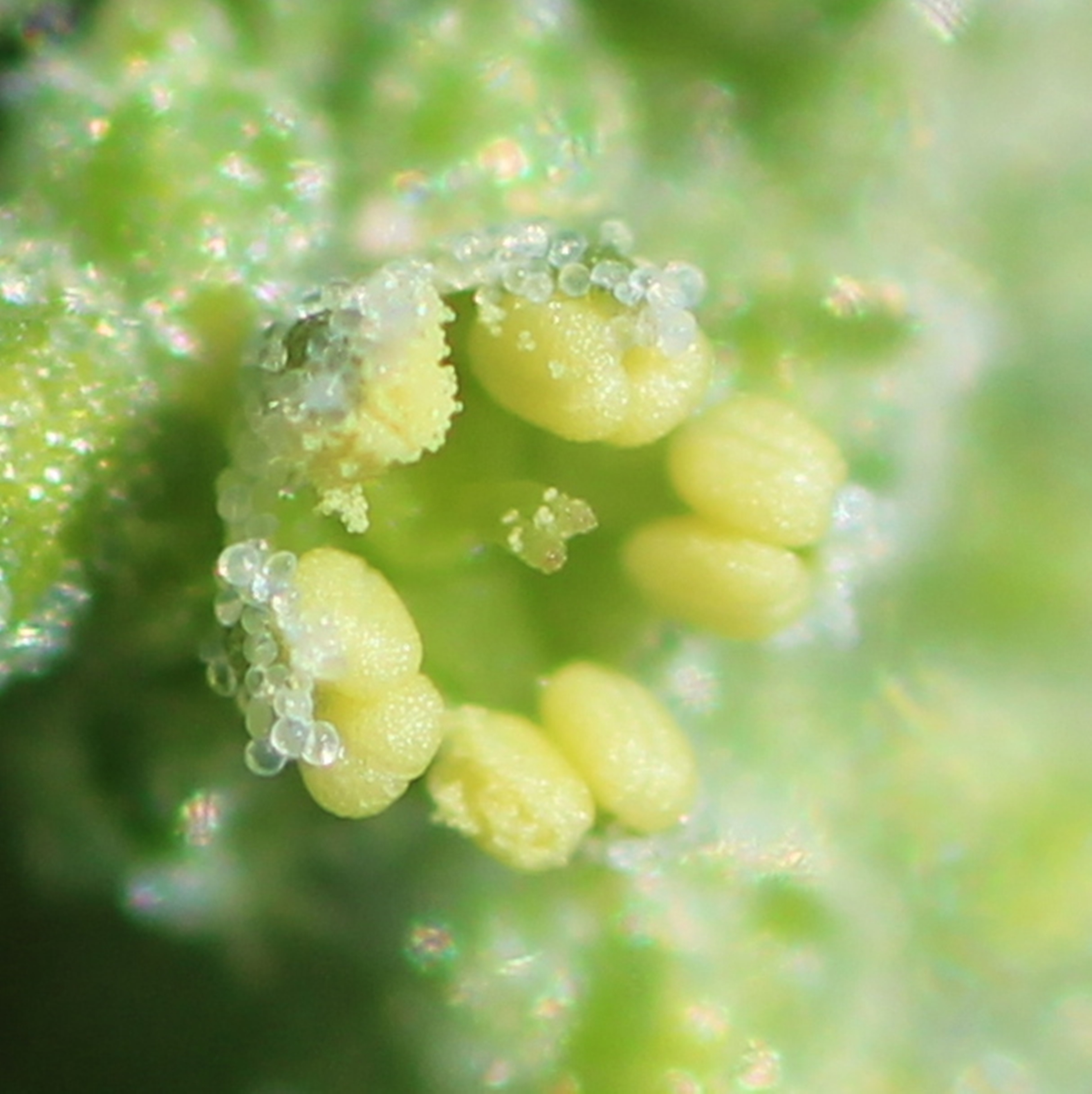
Detall de la flor
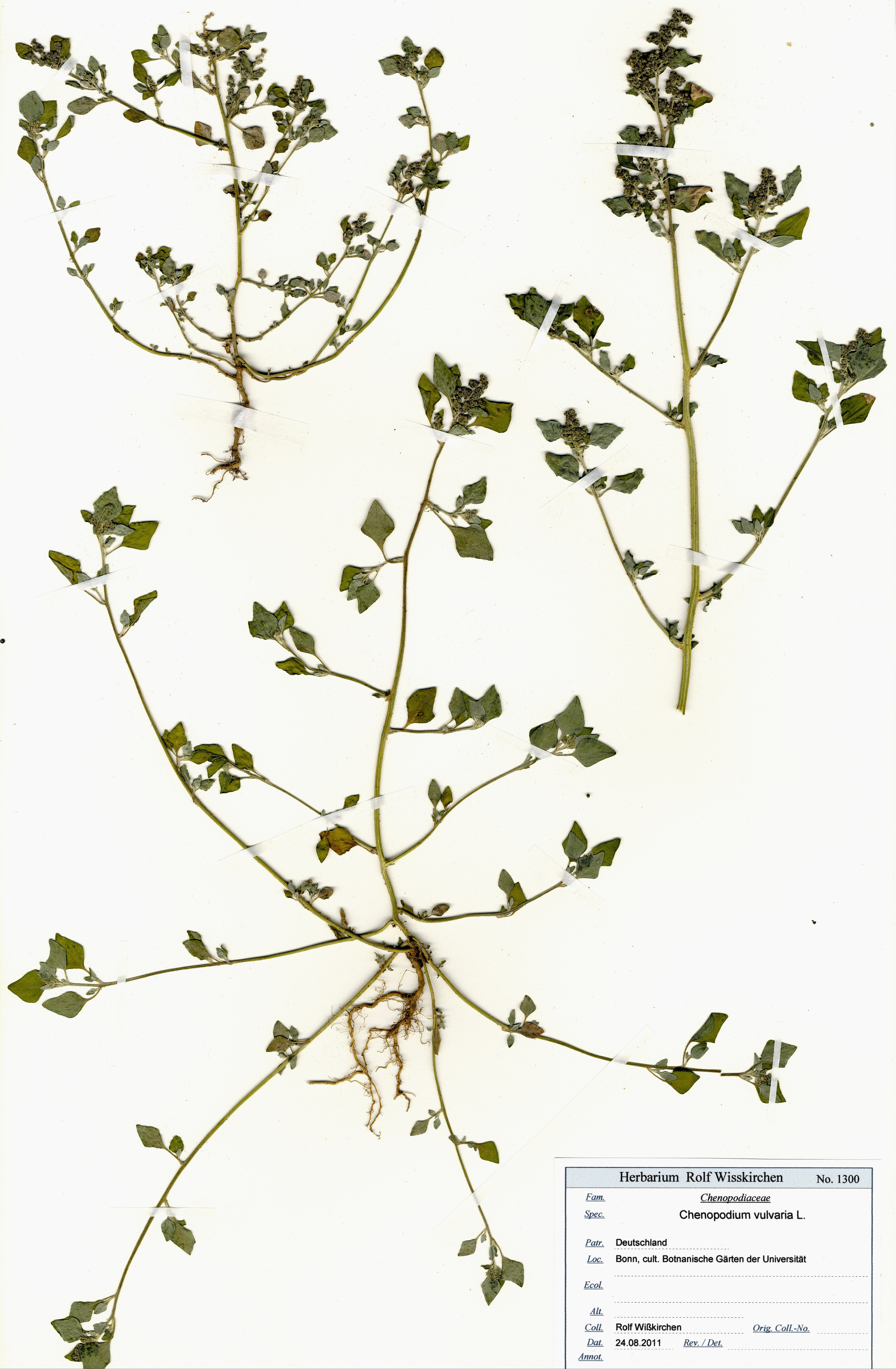
Exemplar en herbari
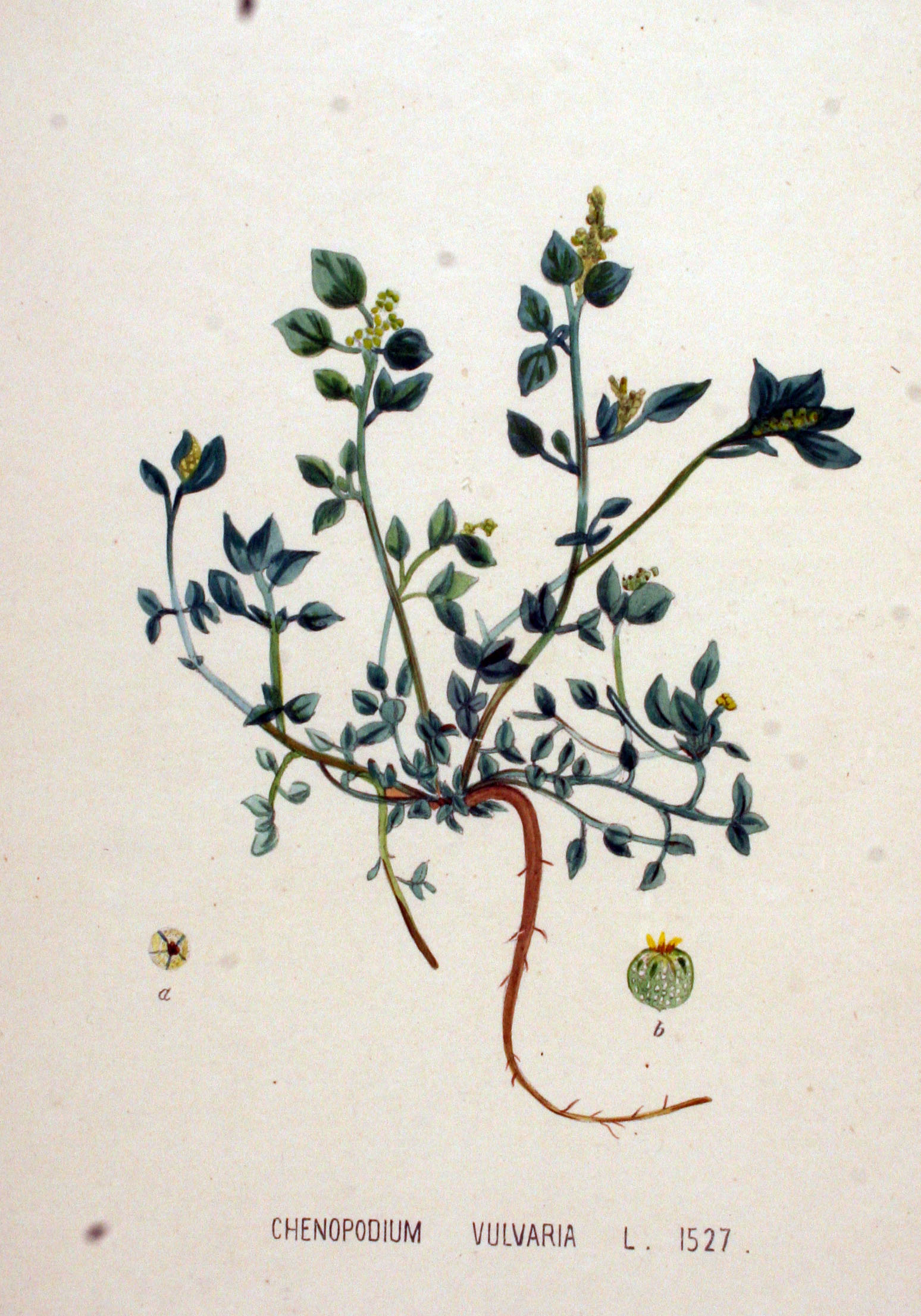
Il·lustració